# Pappenheim (stad)
Pappenheim is een gemeente en tevens een stad in het Beierse Altmühltal. De gemeente ligt in de regio Middel-Franken in het Landkreis Weißenburg-Gunzenhausen en telt 3.924 inwoners.

## Bestuurlijke indeling

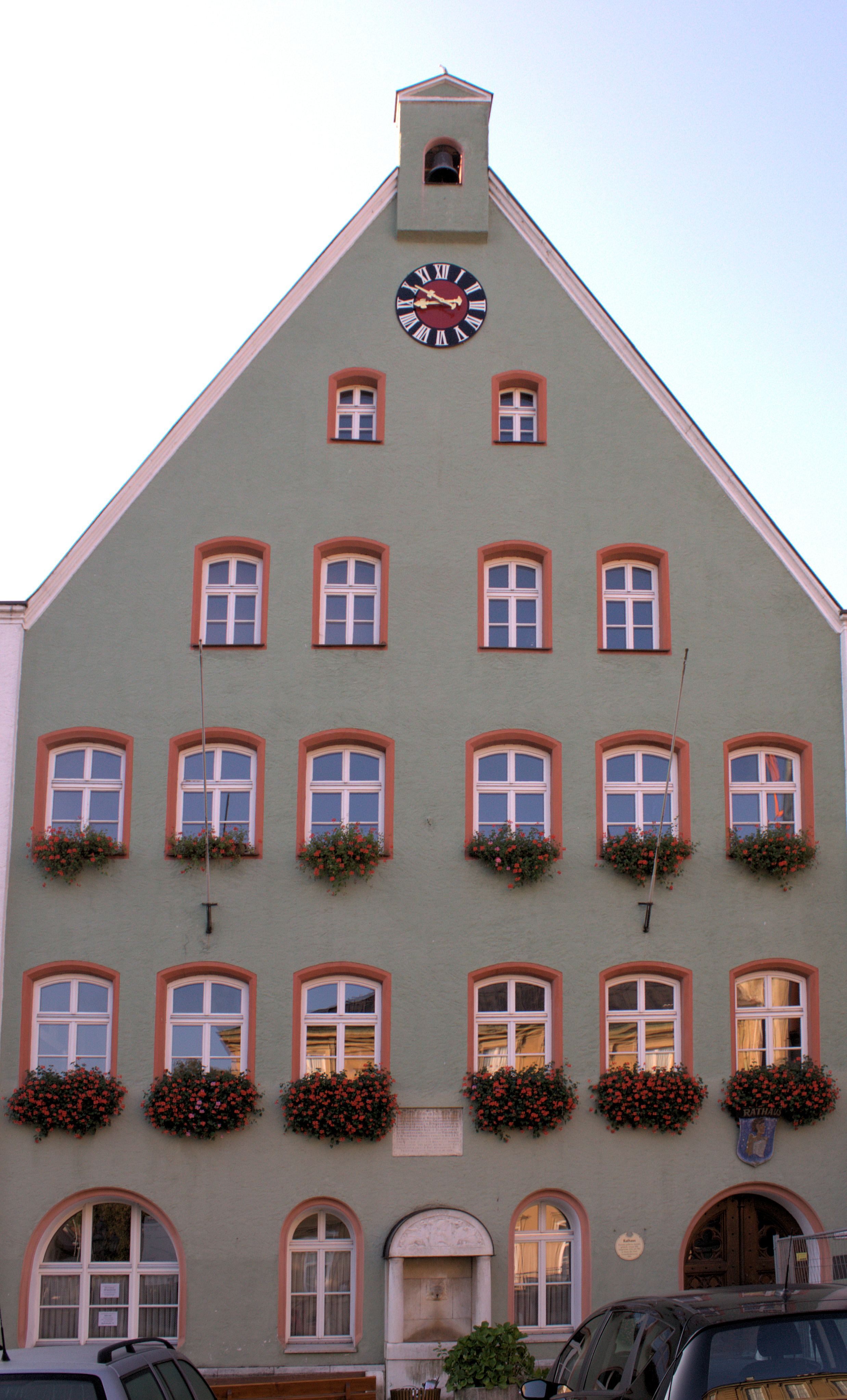
Stadhuis

De gemeente Pappenheim bestaat officieel uit 13 Gemeindeteile (stadsdelen). Dit zijn:
- het stadje Pappenheim
- de twee parochiedorpen (Pfarrdörfer) Bieswang (O) en Neudorf (ten N van Göhren)
- de drie kerkdorpen (Kirchdörfer) Niederpappenheim (ZW), Osterdorf (NNW) en Übermatzhofen (Z)
- de vier dorpen (van origine zonder eigen kerkgebouw) Geislohe (N), Göhren[2] (NO), Ochsenhart (Z van Bieswang) en Zimmern (1 km ZO)
- de drie Einöden[3] Flemmühle, Mittelmarterhof en, bij het station, Papiermühle.

De aanduidingen tussen haakjes geven de windrichting van de ligging aan t.o.v. het stadscentrum; (O) betekent dus: ten oosten van het stadje Pappenheim zelf.

### Bevolkingscijfers
- Pappenheim-kernstad, incl. Niederpappenheim en Papiermühle, 1.920
- Bieswang 664
- Geislohe 200
- Göhren 231
- Neudorf 297
- Ochsenhart 43
- Osterdorf 249
- Übermatzhofen 239
- Zimmern 150.

Gemeentetotaal 3.993 personen. Ontleend aan een bron van de gemeente Pappenheim. Peildatum 31 december 2014. Tweede-woningbezitters zijn niet meegeteld.

## Geografie
Pappenheim ligt ongeveer 6 km ten zuidoosten van Treuchtlingen en ongeveer 15 km ten zuiden van Weißenburg. De stad is gelegen in een bocht van de Altmühl-rivier.
De plaats ligt aan de voet van de Weißenburger Alb, een heuvelrug in de Fränkische Alb. Heuvels in het gebied van de stad Pappenheim zijn o.a. de Mühlberg (548 m), de Zimmerner Berg (548,4 m), de Fohrenbühl (568,3 m), de Zwieselberg (548,3 m) en de Zunderberg (532,6 m).

### Infrastructuur

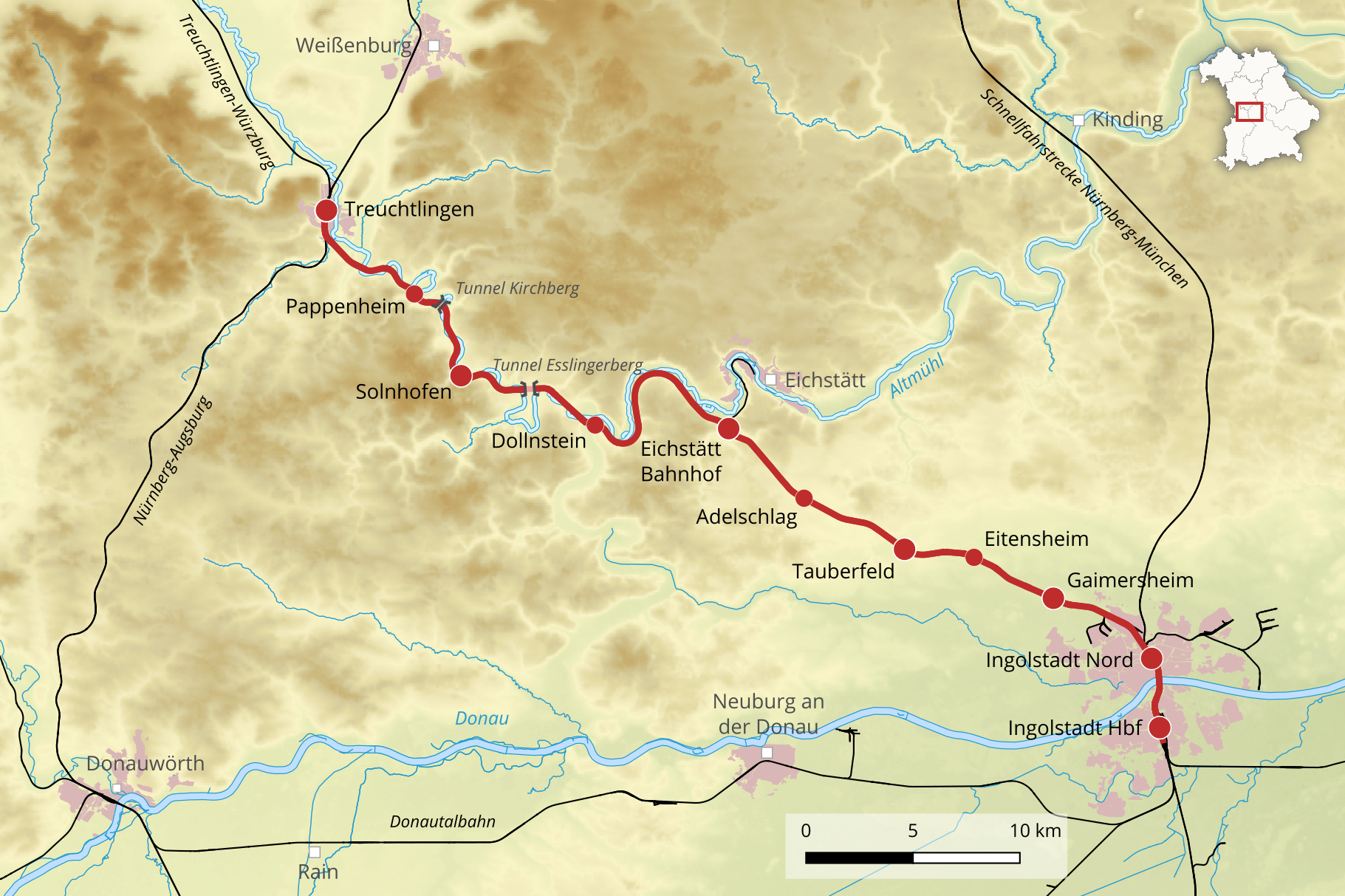
Trajectkaart spoorlijn Ingolstadt-Treuchtlingen
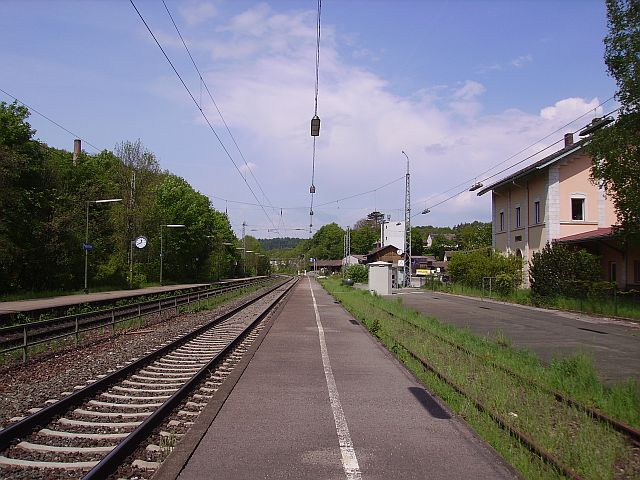
Spoorweghalte Pappenheim

De belangrijkste verkeersweg in de omgeving van Pappenheim is de Bundesstraße 2, die van noordoost naar zuidwest van Weißenburg in Bayern naar Donauwörth loopt. Drie à vier km ten westen van het stadje kruist deze hoofdweg de provinciale weg Treuchtlingen-Pappenheim. De dichtstbij gelegen afrit van een Autobahn is afrit 58 van de A9 bij Kinding, meer dan 40 km in oostelijke richting.
Pappenheim heeft sinds 1870 een stationnetje aan de 56 km lange lokaalspoorlijn van Ingolstadt Hauptbahnhof naar Treuchtlingen, de Altmühl(tal)bahn. Het station staat minder dan één km ten zuidwesten van het stadscentrum.

## Economie
De ligging nabij het dal van de Altmühl, en de historische bezienswaardigheden in het stadje, maken, dat het toerisme de belangrijkste bron van inkomsten te Pappenheim is.
In de omliggende gemeenten, met name Treuchtlingen, zijn enkele steengroeven (winning van kalksteen) gevestigd. Daarnaast is er nog sprake van enige land- en bosbouw.

## Geschiedenis

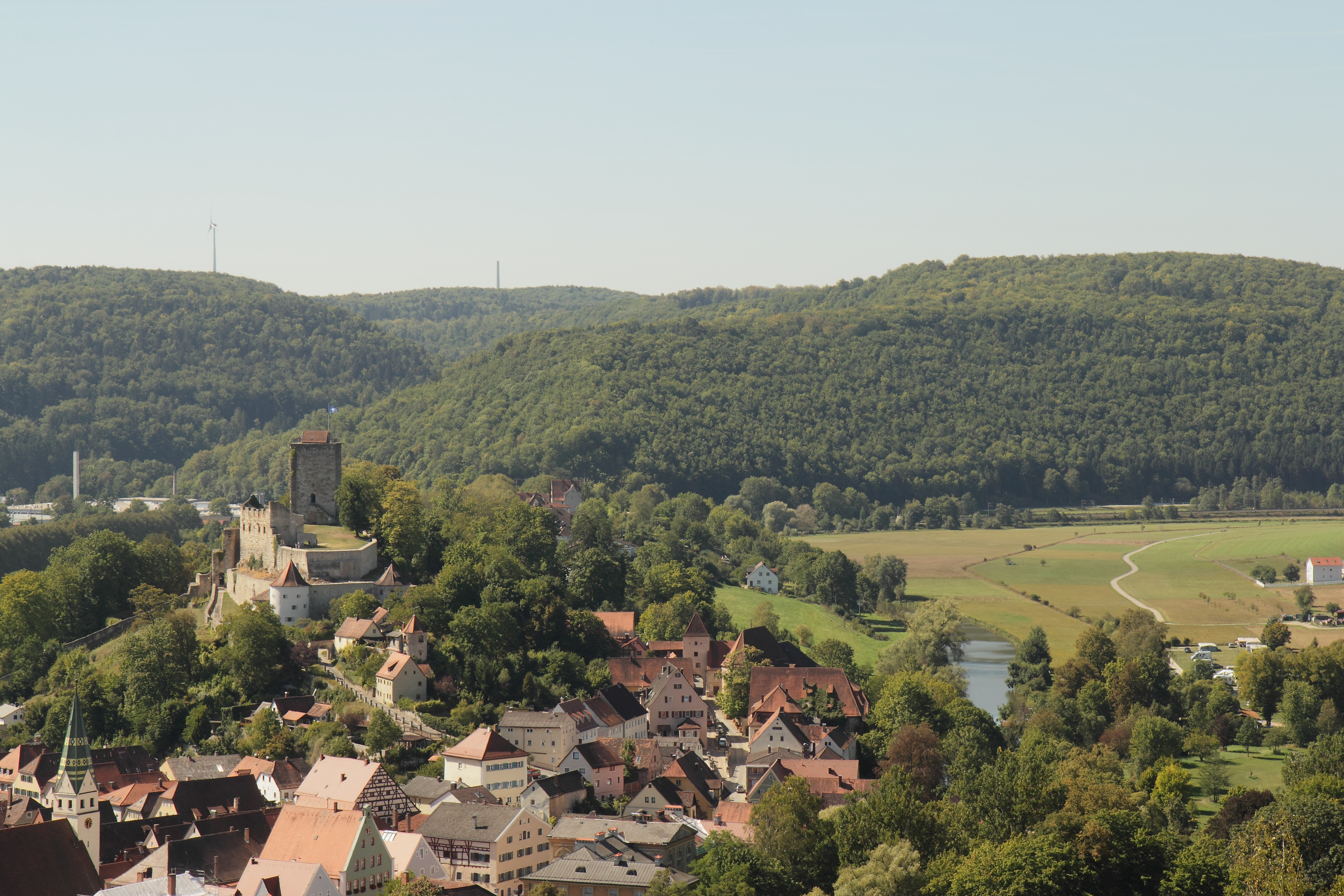
Heuvel Alte Bürg bij Pappenheim
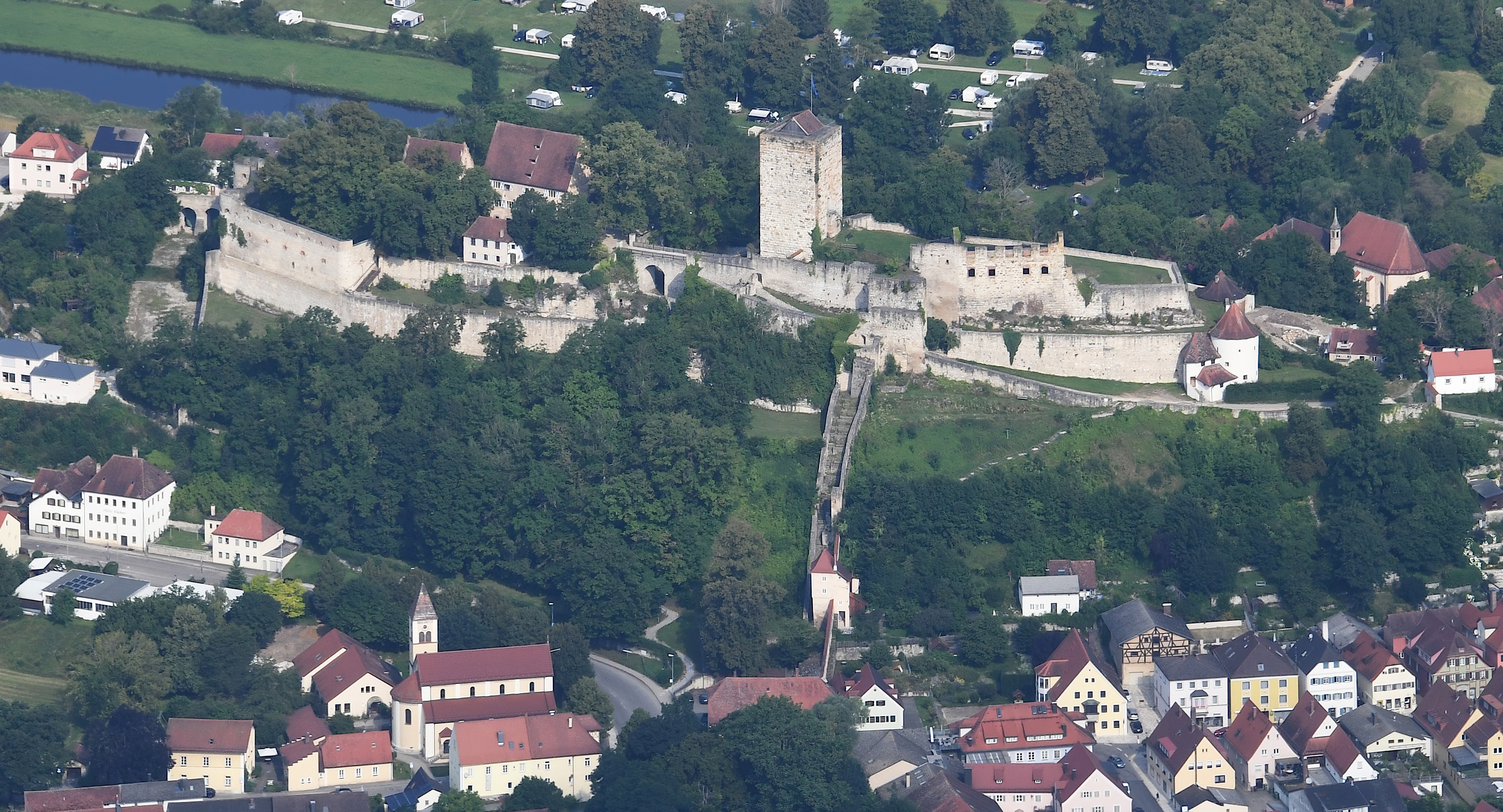
De overblijfselen van Kasteel Pappenheim bij het gelijknamige stadje
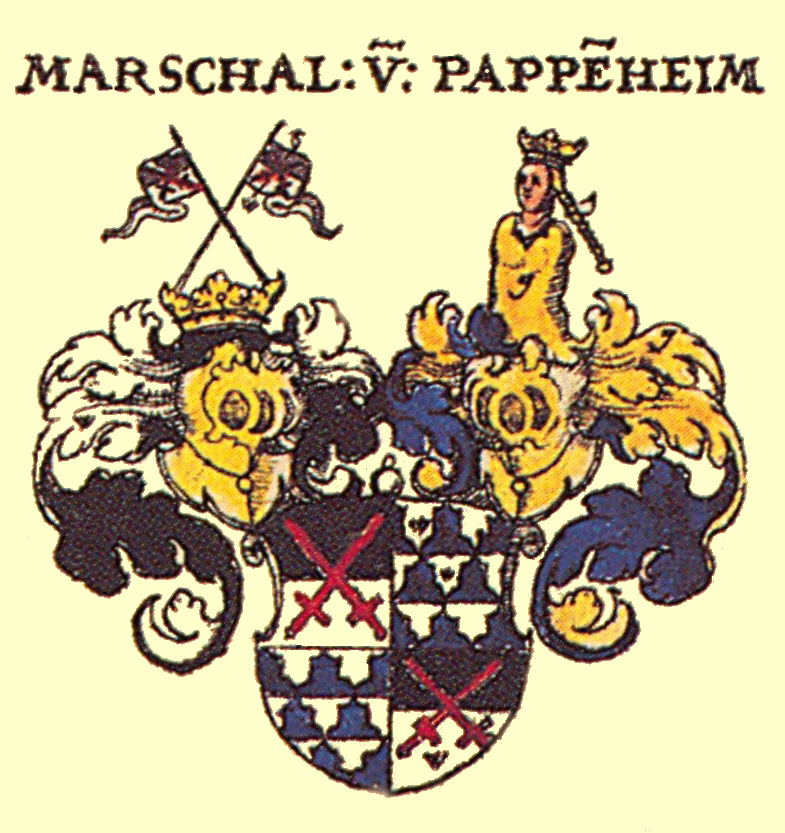
Wapen van Rijkserfmaarschalk Von Pappenheim
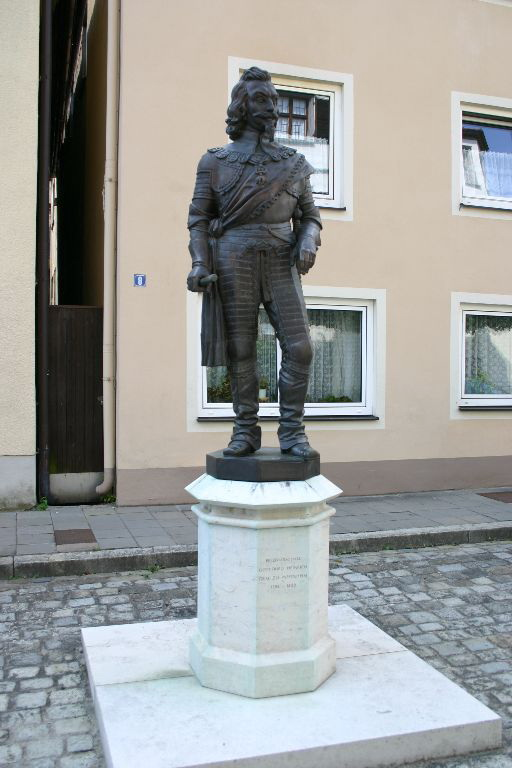
Standbeeld van graaf Gottfried Heinrich zu Pappenheim in Pappenheim

Van de Jonge Steentijd tot de vroege middeleeuwen werd de locatie Alte Bürg bij Pappenheim van tijd tot tijd als woonplaats of vluchtburg gebruikt. Uit verscheidene tijdperken zijn als bewijs hiervoor archeologische vondsten gedaan. In 802 wordt het stadje voor het eerst in een document vermeld, als Papinhaim in de gouw Sualafeld. De plaats werd toen geschonken aan de Abdij van Sankt Gallen. Het feit, dat de reeds in de 9e eeuw gebouwde St.-Galluskerk juist aan Gallus van Zwitserland gewijd werd, is hier een direct gevolg van. Rondom deze kerk ontstond een dorp. In de middeleeuwen lieten de Heren van Pappenheim op een heuvelkam boven het stadje hun stamslot, Burg Pappenheim, bouwen. In de 12e eeuw kwam dit kasteel gereed. De Heren van Pappenheim verwierven hoge posities (o.a. als Reichserbmarschall, rijkserfmaarschalk) in het gevolg van de keizers van het Heilige Roomse Rijk, wat hun zelf ook de status en de macht van leden van de hoge adel opleverde. Zij hadden hierdoor o.a. het Judenregal (Jodenrecht), en de hoge jurisdictie, zij konden dus doodvonnissen opleggen. De nederzetting tussen de St. Galluskerk en de burcht verkreeg in 1288 stadsrechten. Maarschalk Hendrik V van Pappenheim liet in de 13e eeuw planmatig de ontginningsdorpen Geislohe, Göhren, Neudorf en Osterdorf aanleggen.

Het familiewapen van het geslacht Pappenheim vertoont een vrouwelijke Moor; wellicht gaat dit terug op deelname van leden van dit geslacht aan de Kruistochten. De figuur van een vrouw met donkere huidskleur is in het wapen van het stadje Pappenheim overgenomen.
Gedurende de Dertigjarige Oorlog (1618-1648, met name in 1634, door Zweedse troepen) en de Spaanse Successieoorlog (1704-1705) werden de burcht en het stadje meermalen aangevallen, ingenomen en deels verwoest.
Over de periode vanaf de 18e eeuw tot heden zijn te Pappenheim geen historische gebeurtenissen van meer dan plaatselijk belang overgeleverd.

## Bezienswaardigheden
Pappenheim geniet de status van Luchtkuuroord (Luftkurort).
De belangrijkste bezienswaardigheid is het, op een heuvelkam boven het stadje gelegen, overblijfsel van het middeleeuwse kasteel Burg Pappenheim. Het kasteel ontstond in fasen, reeds vanaf rond het jaar 1030; vooral in de vroege 13e eeuw en rond 1500 werd de bucht fors uitgebreid. De in de ruïne nog herkenbare slotkapel werd omstreeks 1171 ingewijd. Gedurende de Dertigjarige Oorlog (1618-1648, met name in 1634, door Zweedse troepen) en de Spaanse Successieoorlog (1704-1705) werden de burcht en het stadje meermalen aangevallen, ingenomen en deels verwoest. Een gedeelte van het, in de 18e- 19e eeuw tot een ruïne vervallen, complex is in de 20e eeuw gereconstrueerd. In de gebouwen zijn enige kleine musea gevestigd. In de zomermaanden vinden er openluchtfestivals in en om het kasteel plaats. Het kasteel is steeds een gemeenschappelijk bezit van diverse takken van het adellijke Huis Pappenheim, zowel lutherse als rooms-katholieke, geweest. Pas in 1593 lieten deze Heren een nieuwe residentie in de stad bouwen, tegenwoordig als het Alte Schloss bekend. Voor verdere gegevens, o.a. mogelijkheden tot bezichtiging, zie onderstaande externe link.
Andere bezienswaardigheden zijn:
- De evangelisch-lutherse St.-Galluskerk, gedeeltelijk 9e-eeuws, met 16e-eeuws interieur
- de stadspoort in romaanse bouwstijl „Oberes Tor“ (Bovenpoort; eind 14e eeuw; in 1615 vernieuwd en uitgebreid)
- de in de 14e eeuw ontstane Joodse begraafplaats (dat wil zeggen wat de nazi's er na de Kristallnacht van 1938 van overlieten); schilderachtig gelegen ten noorden van de stad, aan de overkant van de Altmühl; gerestaureerd in 1950 en voorzien van een gedenkteken
- het voormalige, in 1372 gestichte, in 1545 opgeheven, klooster van de augustijner heremieten, met de bijbehorende, aan de Heilige Geest gewijde kloosterkerk (1493; sinds 1700 grafkerk van de Maarschalken Von Pappenheim). De kloosterkerk, die een welluidend, barok kerkorgel heeft, wordt gebruikt voor concerten van religieuze muziek, en incidenteel voor zowel rooms-katholieke als evangelisch-lutherse kerkdiensten.
- de laatgotische, evangelisch-lutherse Maria- of Stadskerk (in 1476 voltooid)
- het zogenaamde „Alte Schloss“, een gebouw in Renaissancestijl, bouwjaar 1593; privé bewoond door de nazaten van de graven Von Pappenheim
- het uit 1595 daterende stadhuis, dat in de 18e, 19e en 20e eeuw diverse keren is gerenoveerd
- het zogenaamde „Neue Schloss“, een gebouw in classicistische stijl, bouwjaar 1820; ten dele privé bewoond door de grafelijke familie Von Egloffstein[7], gedeeltelijk als kantoorruimte in gebruik
- de in 1888 gewijde rooms-katholieke kerk O.L. Vrouwe ten Hemelopneming, in een zuidelijke buitenwijk van Pappenheim
- het zogenaamde Büchelehaus.

In enkele van de tot de gemeente behorende dorpen staan oude, architectonisch interessante kerkgebouwen, die doorgaans in de 18e eeuw van een barok of rococo interieur zijn voorzien. Zie de onderstaande afbeeldingen.
Rondom het stadje zijn talrijke wandel- en fietstochten mogelijk doorheen het afwisselende heuvellandschap. Via de website van de gemeente kan men meer informatie hierover downloaden.

## Afbeeldingen

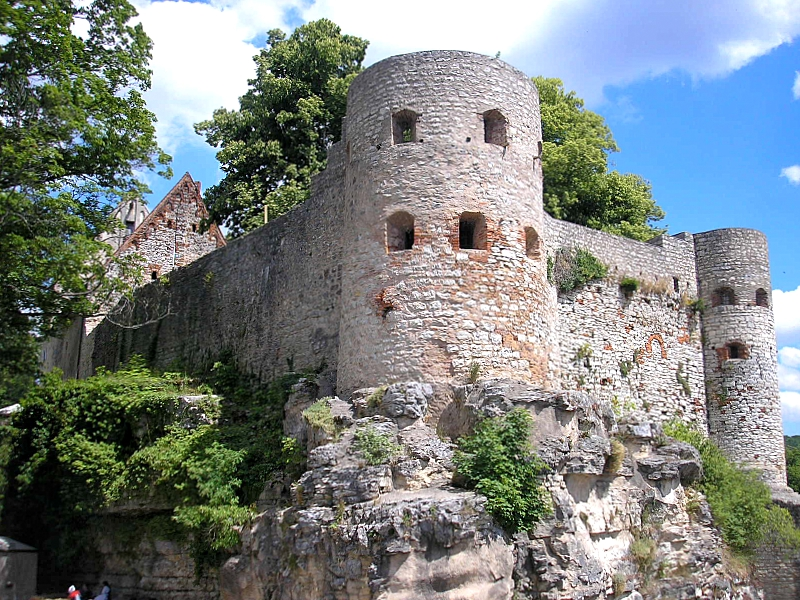
Hoektoren van de Burg Pappenheim
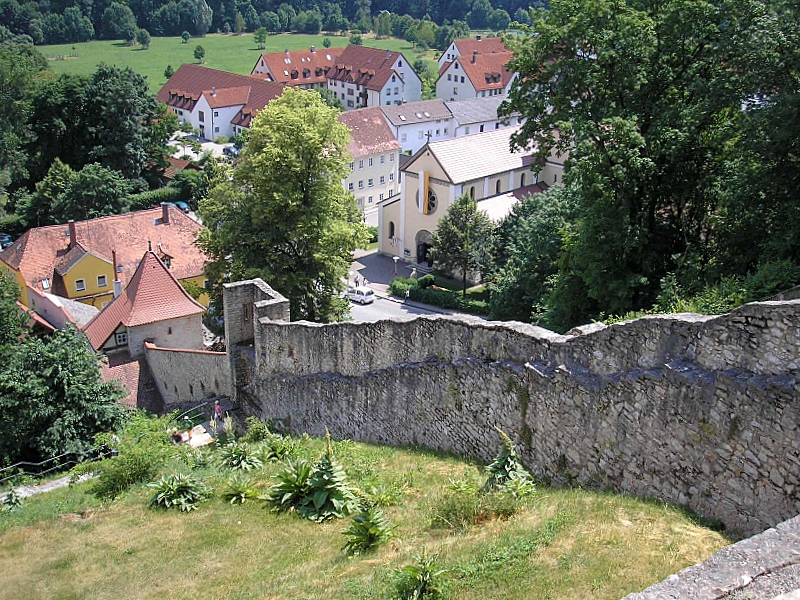
Verbindingsmuur in de stadsomwalling tussen de stad en de burcht
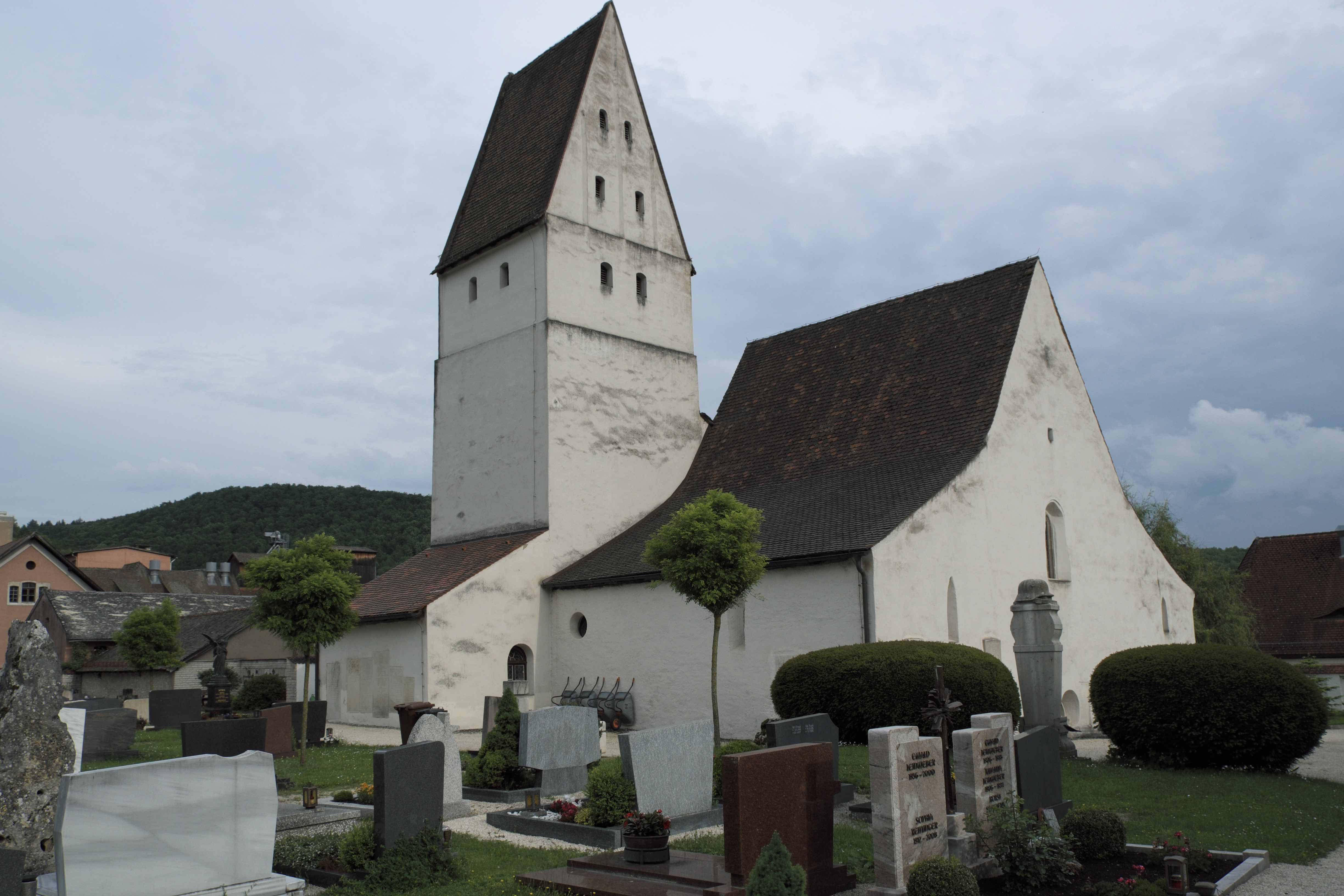
St.-Galluskerk
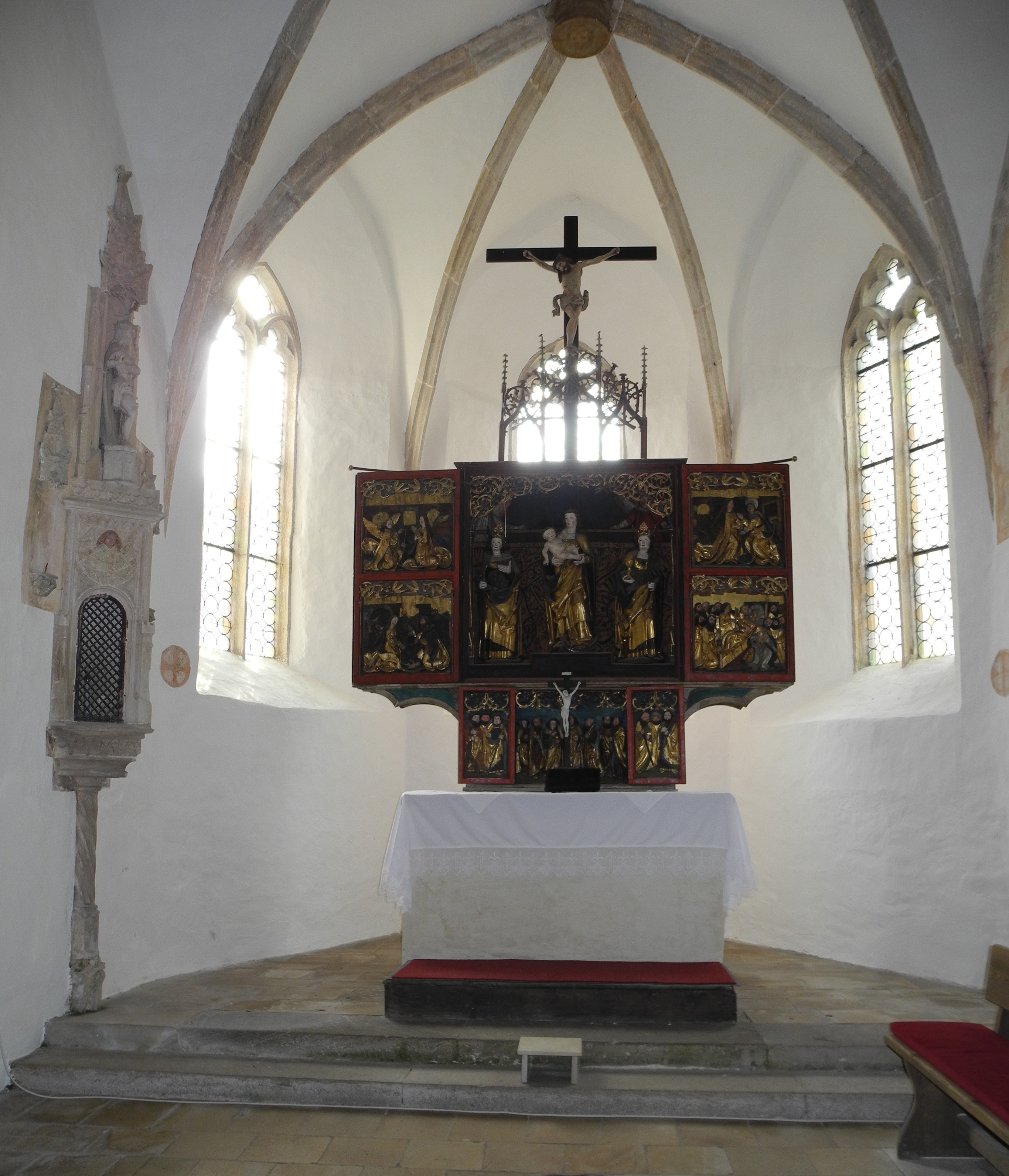
Interieur van deze kerk
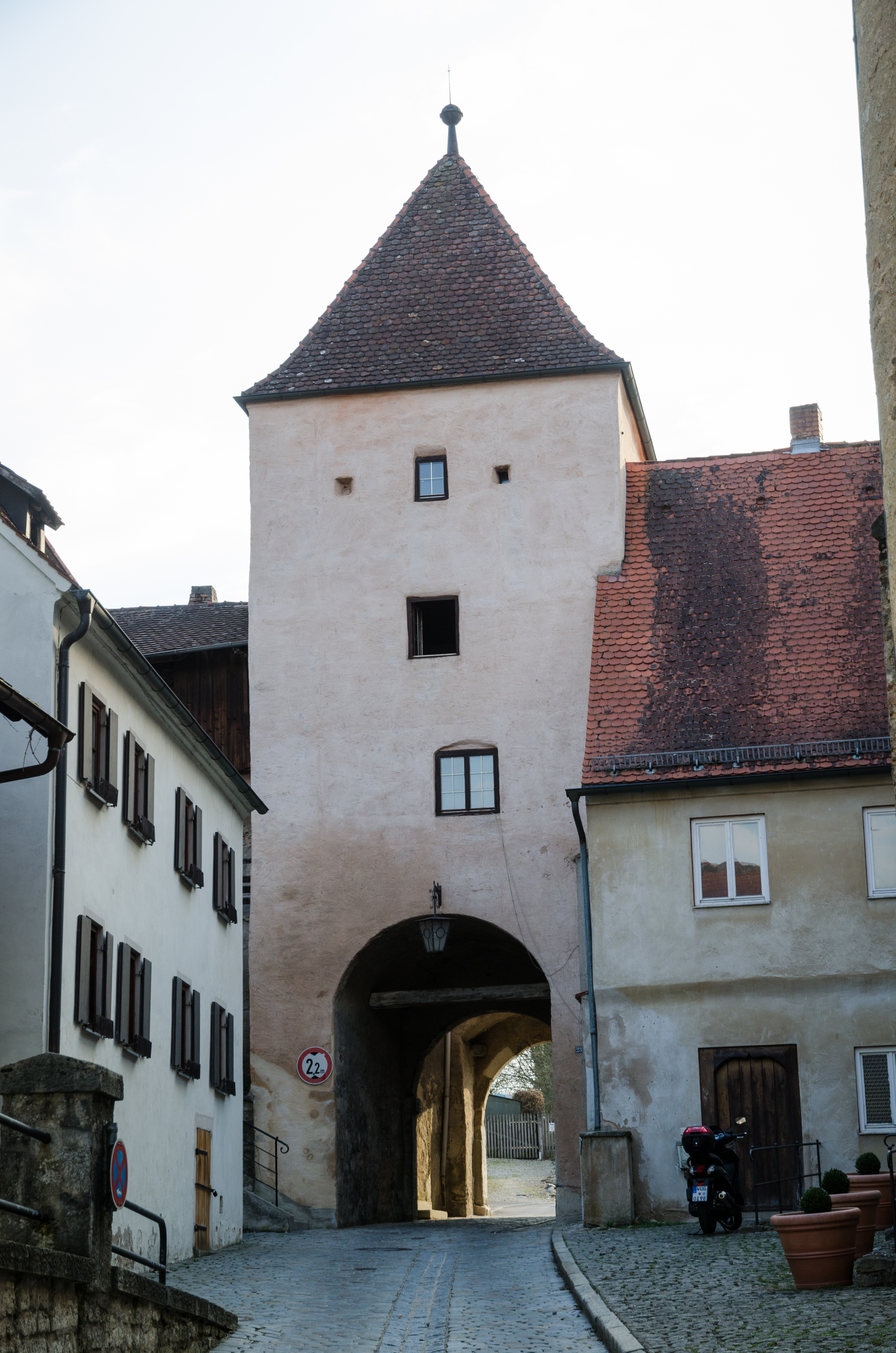
Bovenpoort (1)
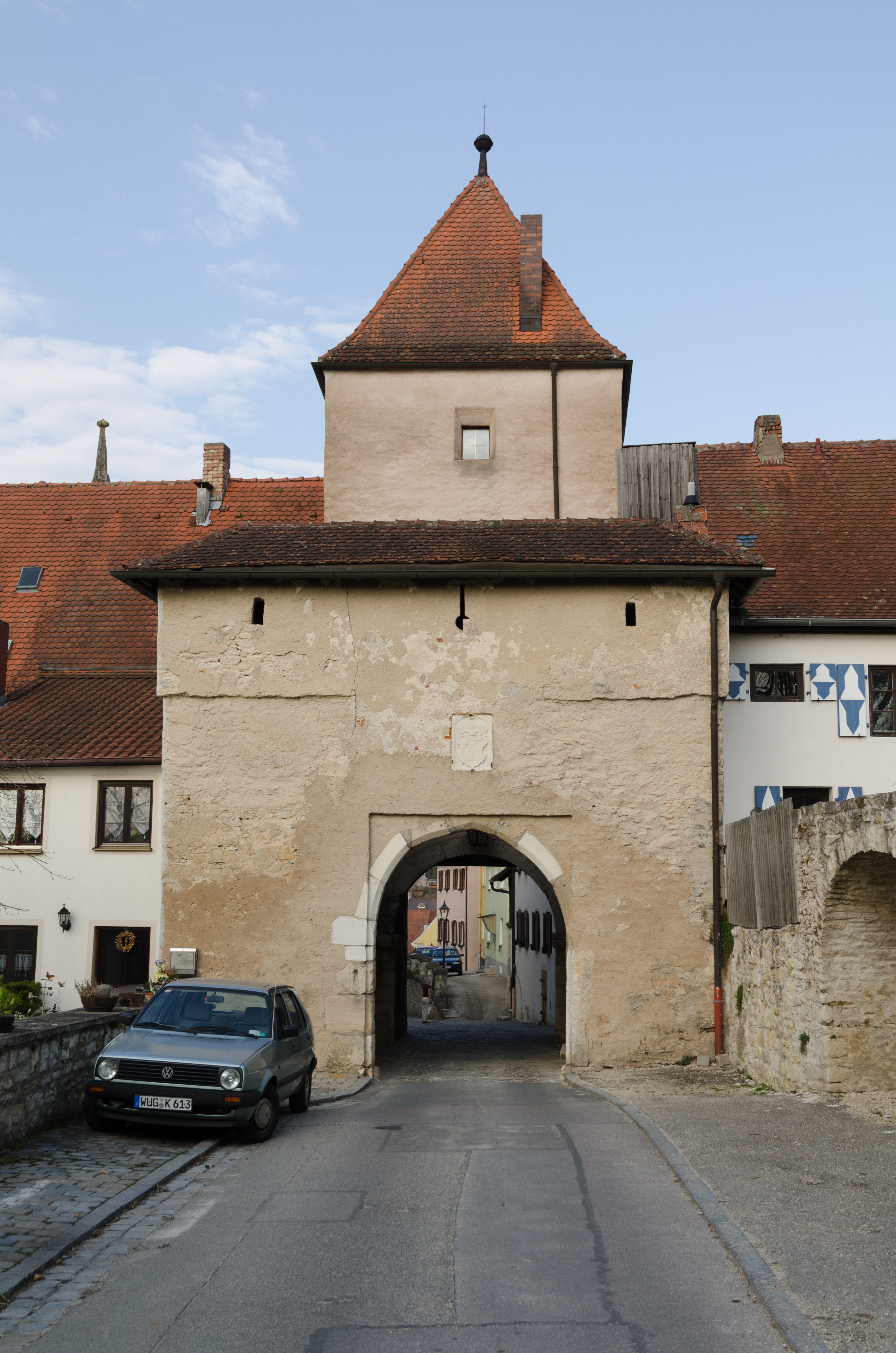
Bovenpoort (2)
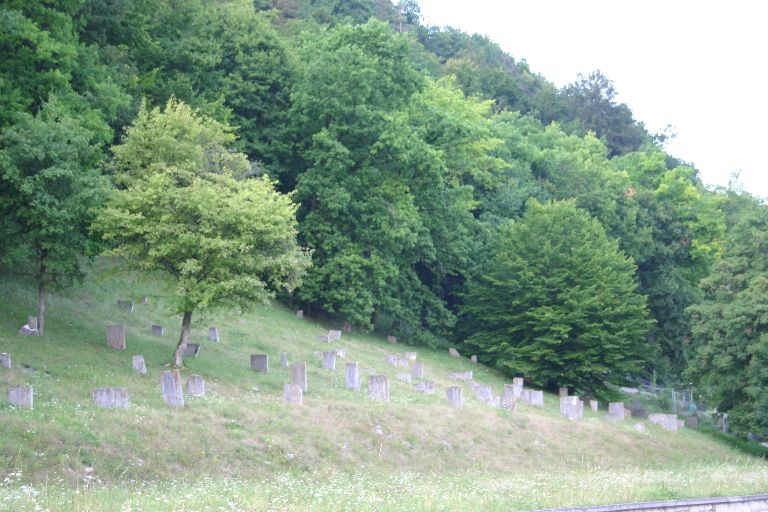
Restant Joodse begraafplaats
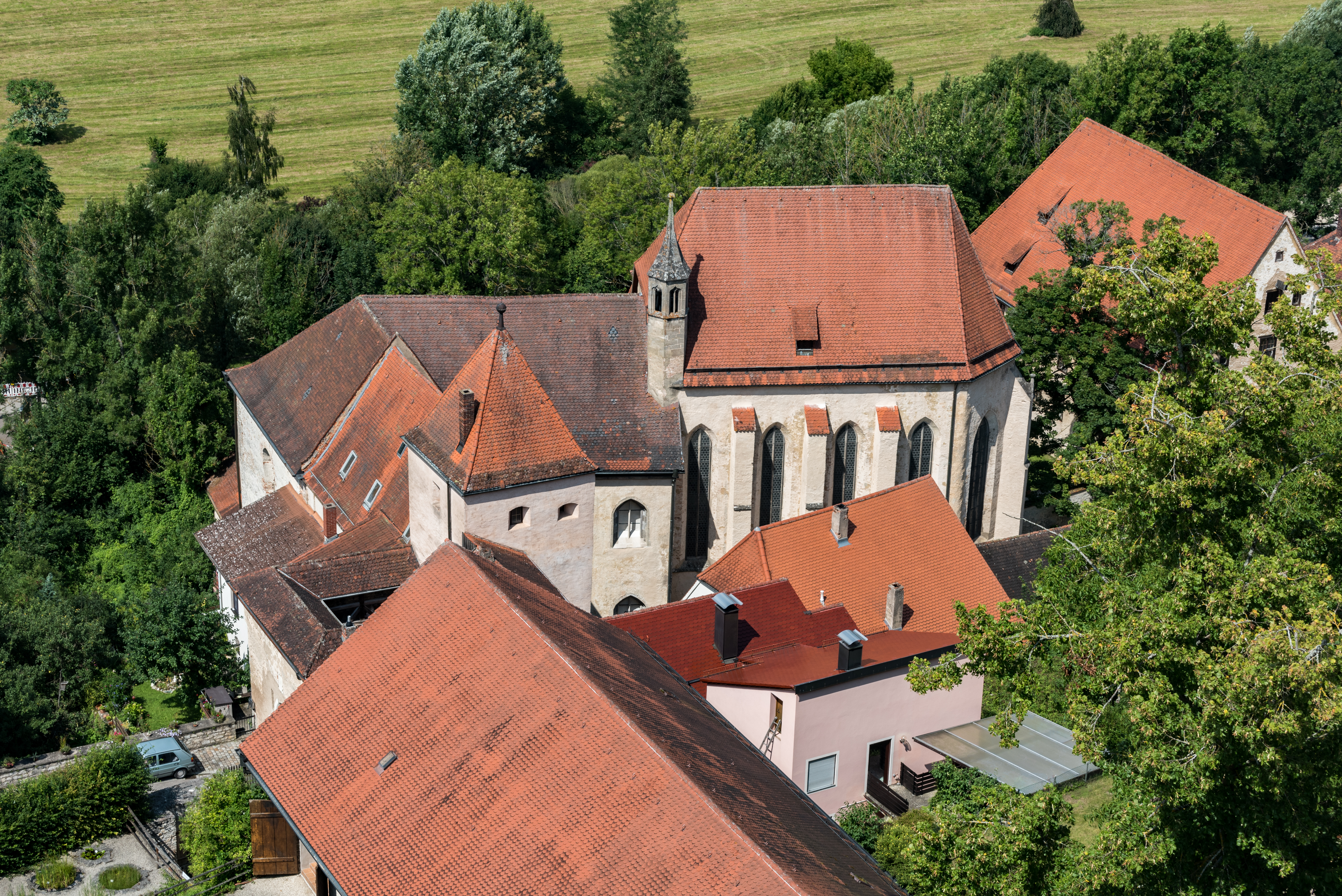
V.m. klooster met kloosterkerk
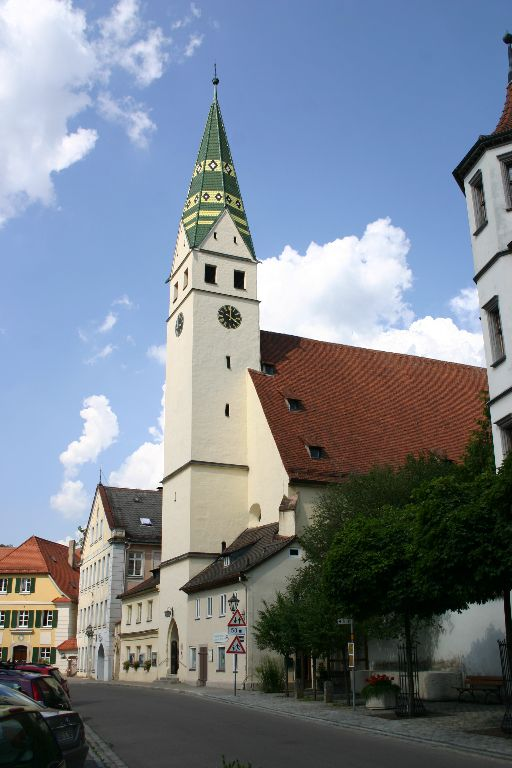
Stads- of Mariakerk
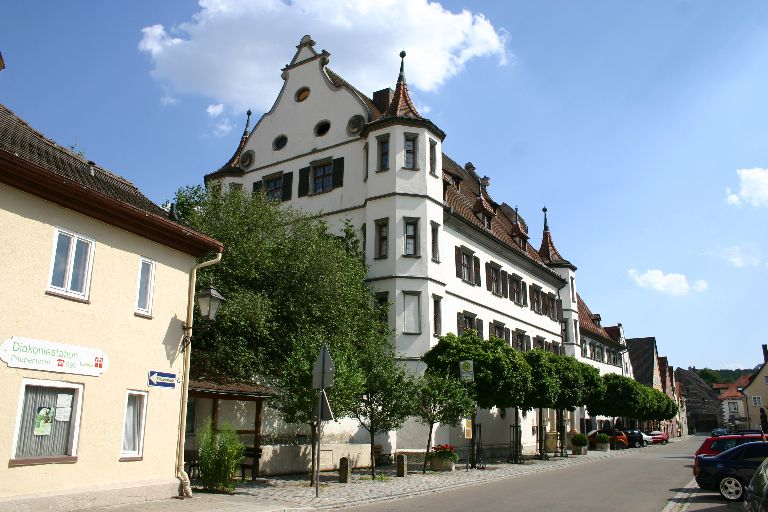
Het Alte Schloss
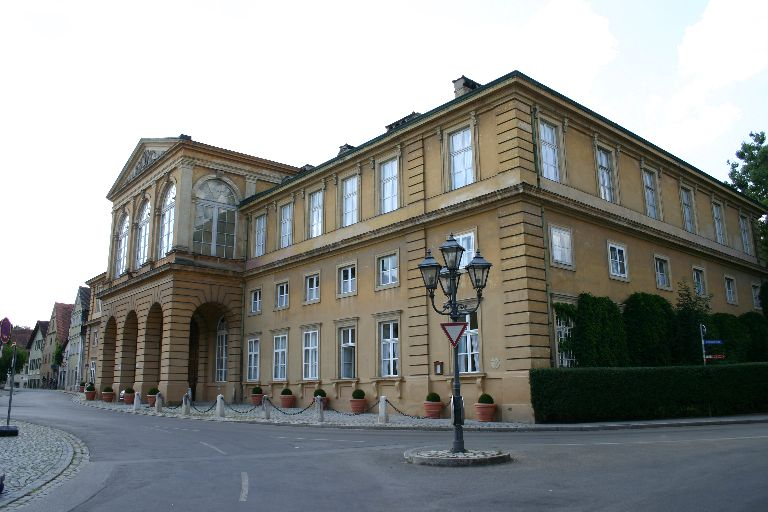
Het Neue Schloss
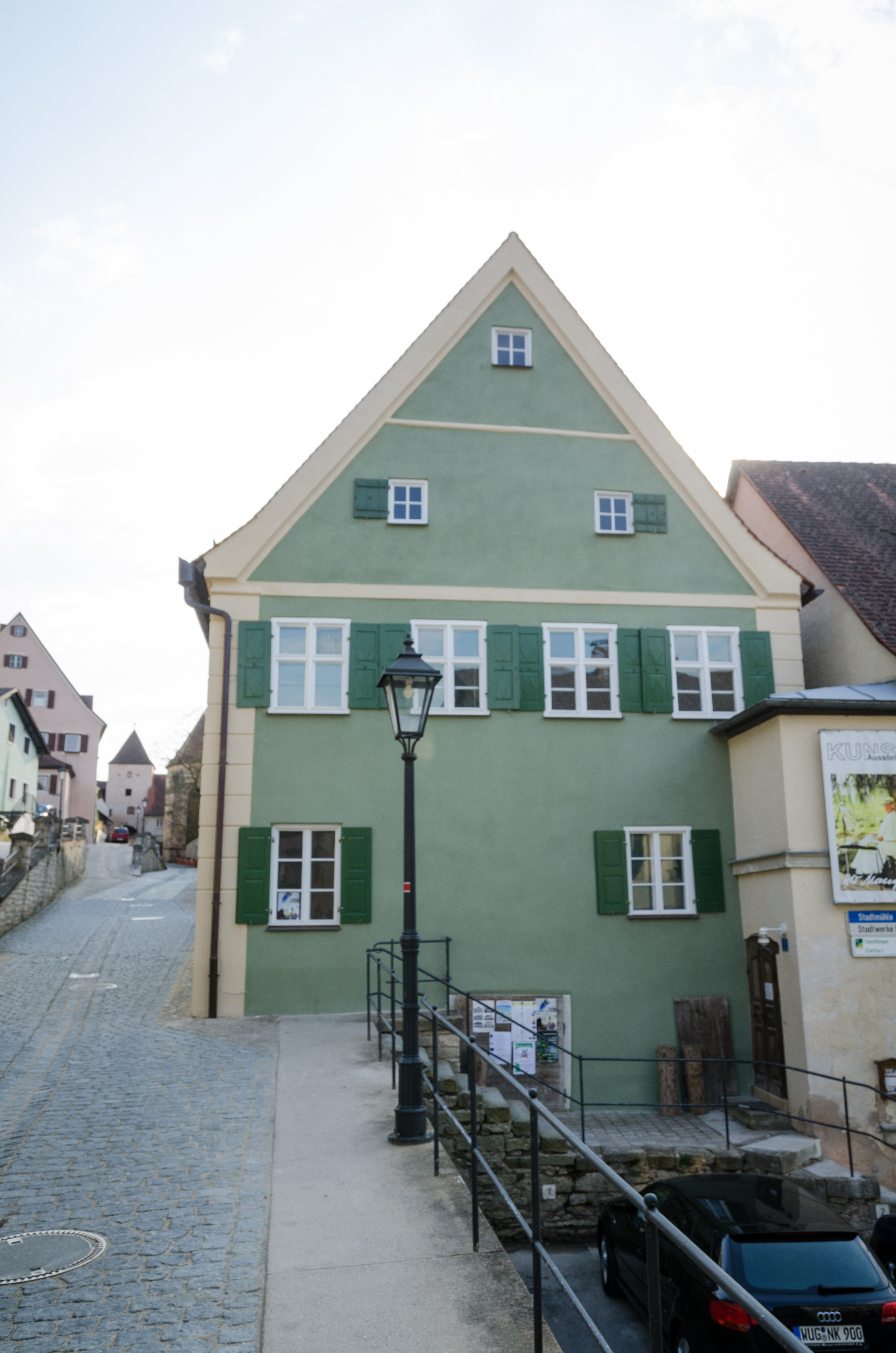
Büchelehaus (plm. 1699)
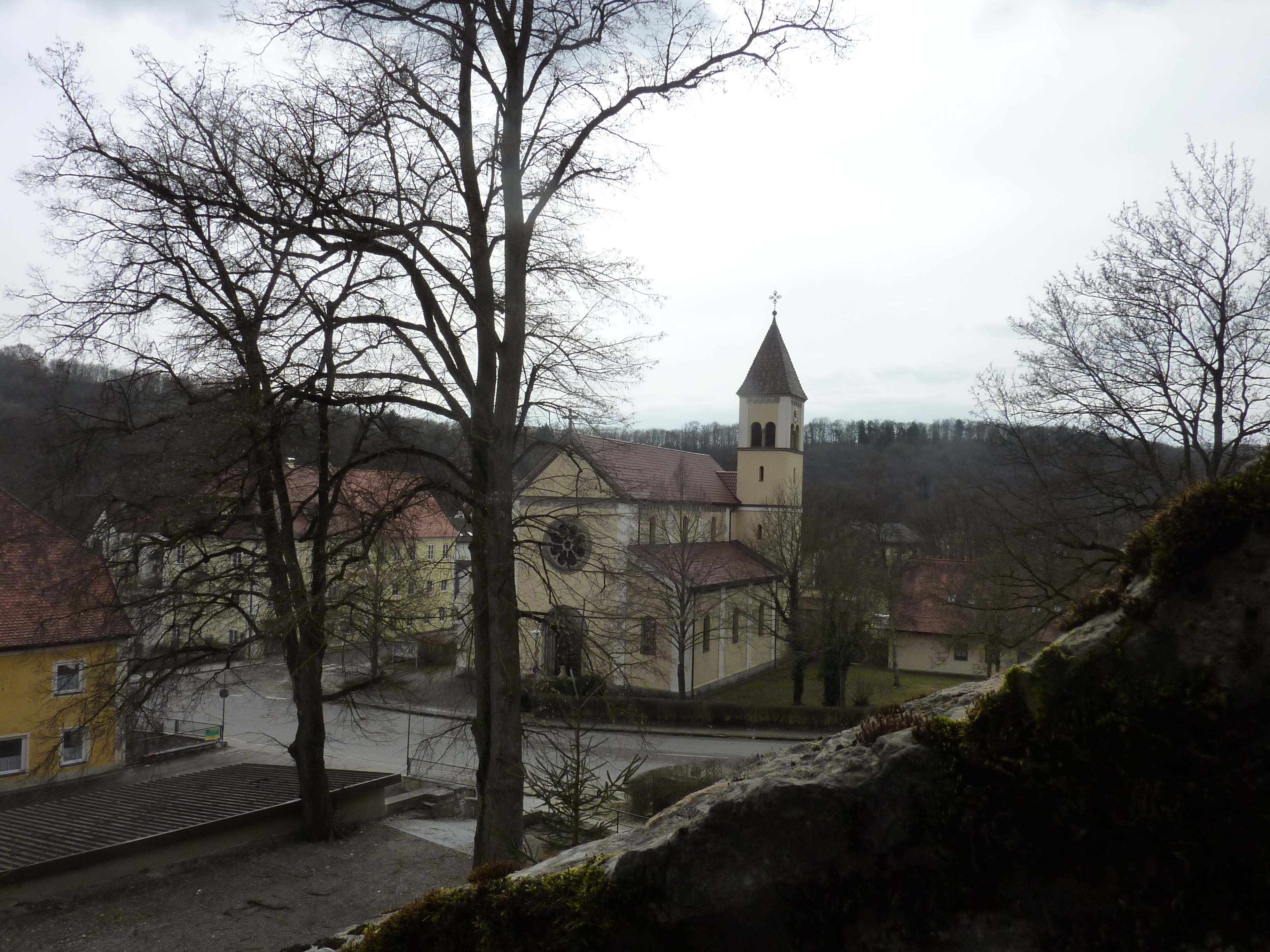
Rooms-katholieke kerk O.L. Vrouwe ten Hemelopneming
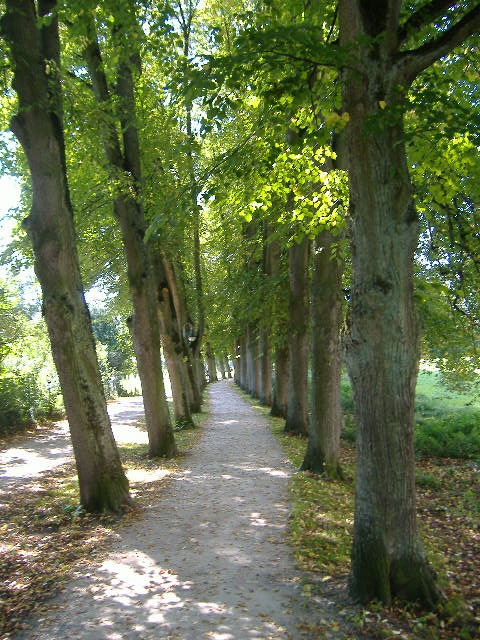
Lindenlaantje van het station naar het centrum
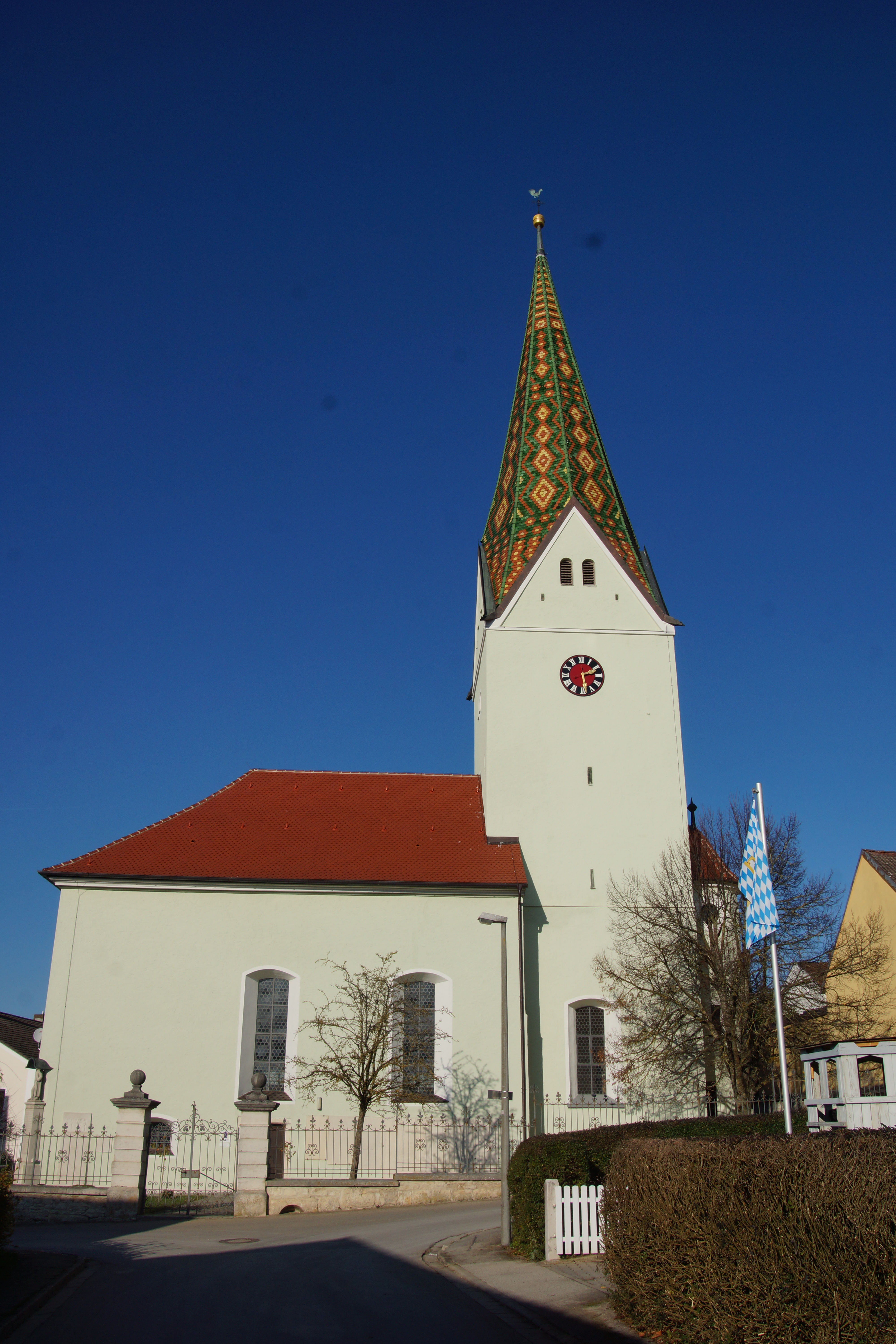
Bieswang, evang.-lutherse St. Maartenskerk (11e eeuw)
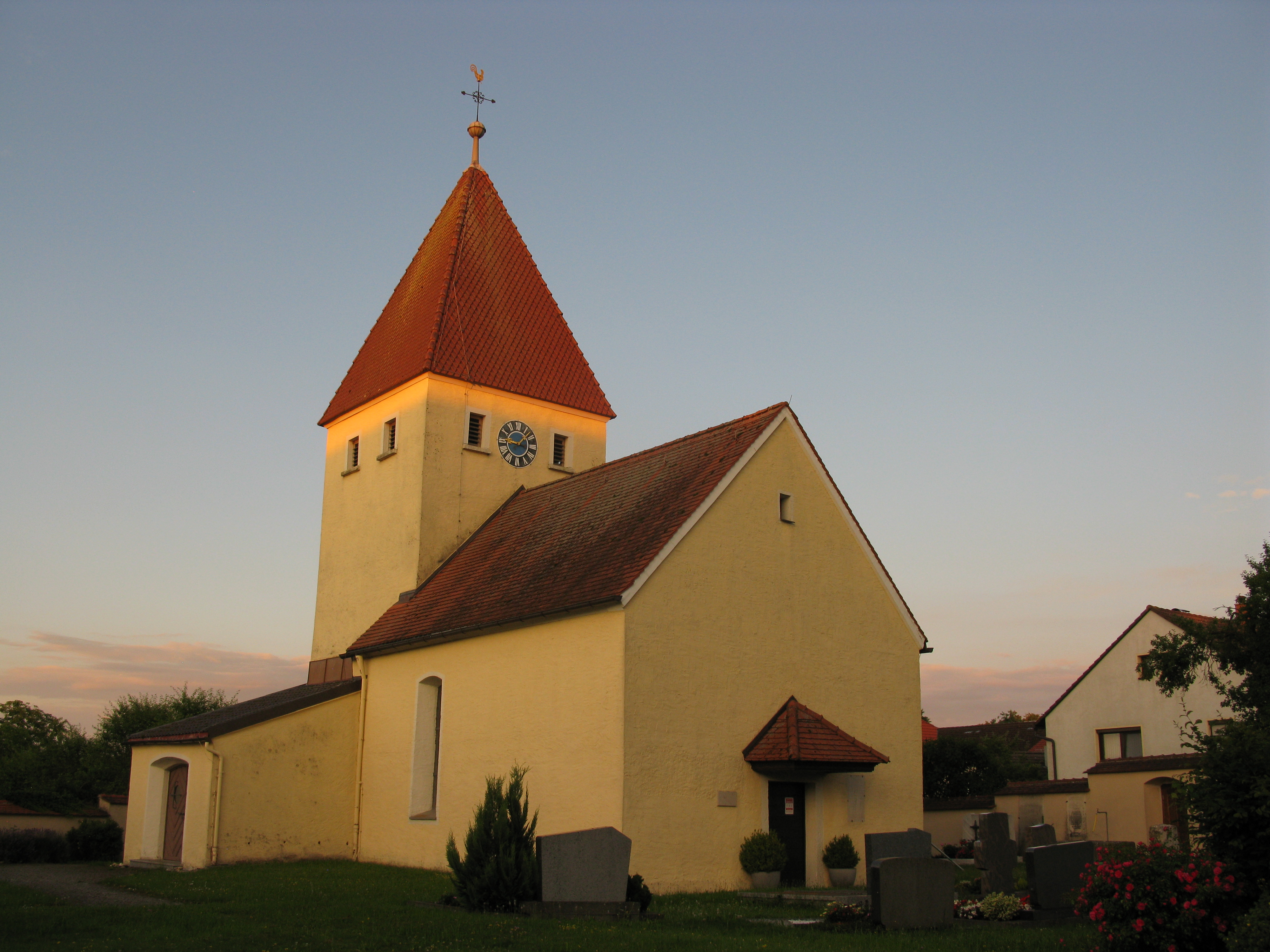
Osterdorf, evang.-lutherse St. Erhardkerk
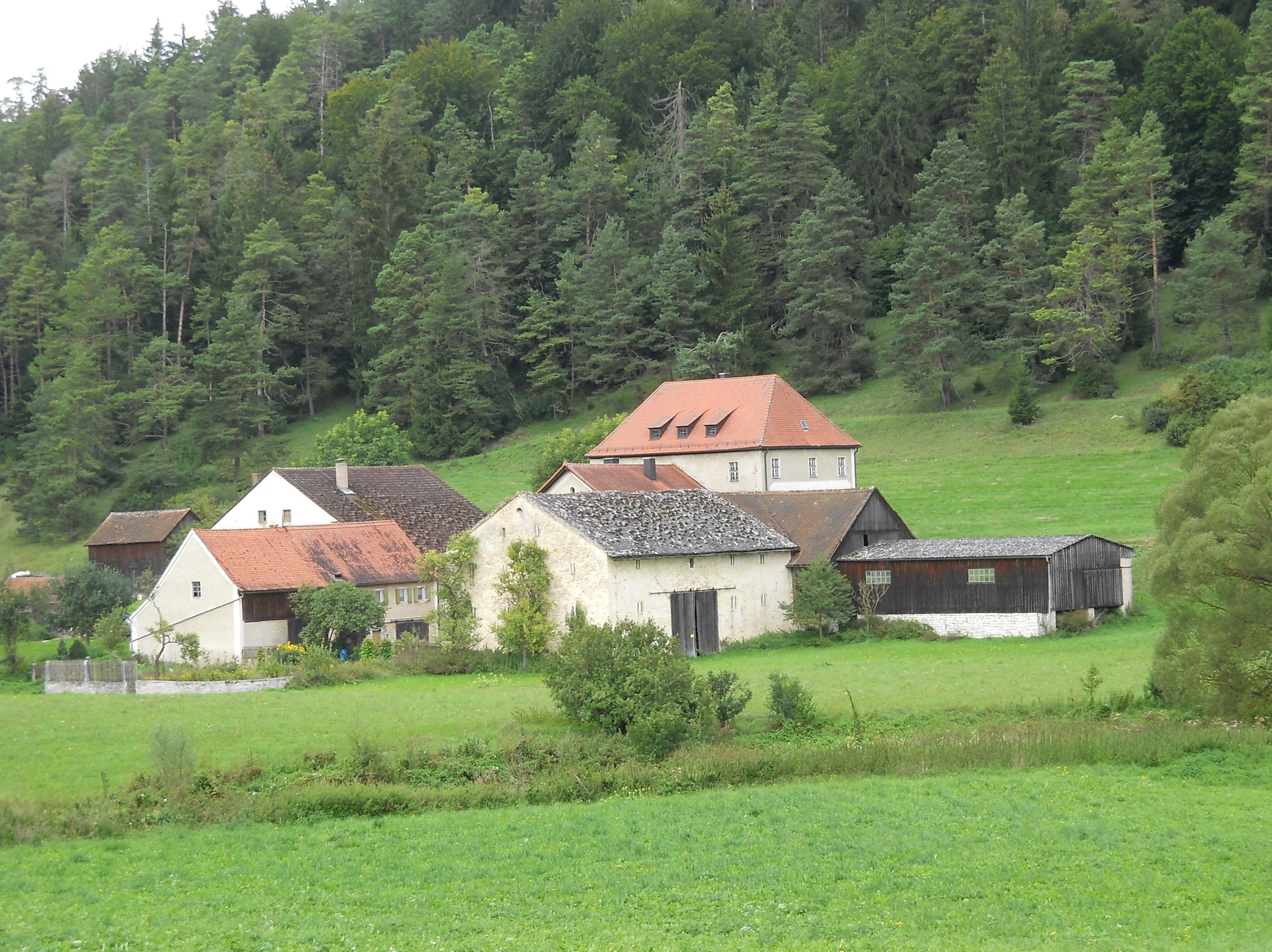
De 15e-eeuwse boerderij met voormalige watermolen Flemmühle
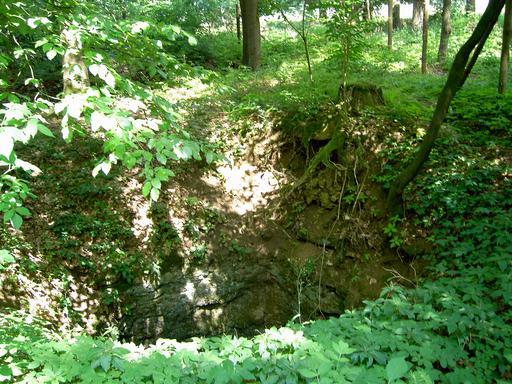
Osterdorf, één van de ca. 80 Höllentrichter (dolines)
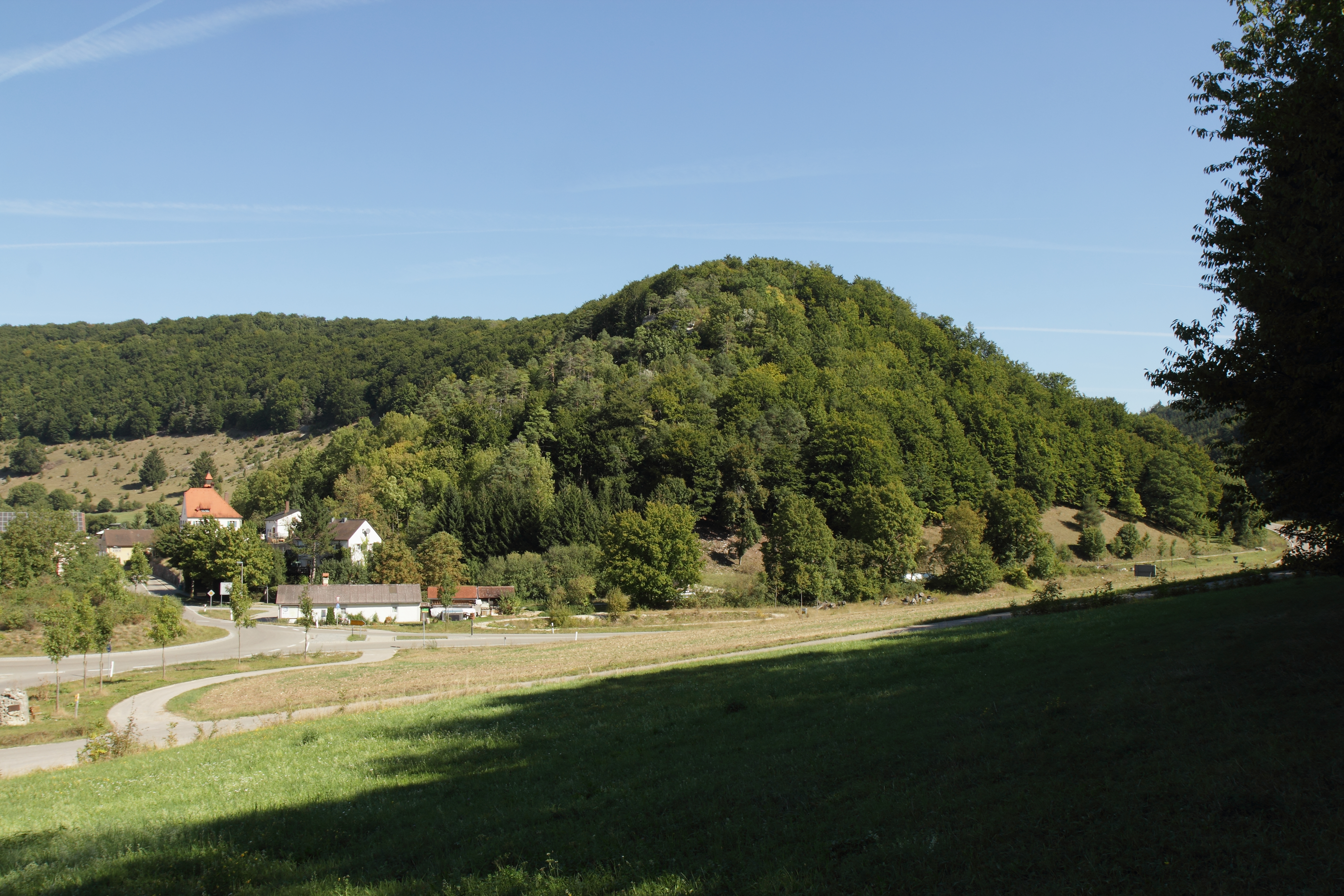
Heuvel Hollerstein bij Zimmern. Mogelijk heeft hier in de vroege middeleeuwen een kasteel gestaan.

## Partnersteden en -groeperingen
- De gemeente kent een jumelage met Coussac-Bonneval in Frankrijk.
- In 1955 werd er een partnerschap voor de zogenaamde Heimatvertriebene uit het Sudetenland getekend voor gedeporteerden uit de stad Bochov (Duits: Buchau) uit het voormalige district Luditz (Duits: Luditz).

## Politiek

### Gemeenteraad
De zetelverdeling na de gemeenteraadsverkiezingen van 2020 is als volgt:
- CSU: 5 zetels
- SPD: 4 zetels
- Bündnis 90/Die Grünen: 2 zetels
- Lokale partij Freie Wähler: 3 zetels
- Lokale partij Bürgerliste: 2 zetels.

Totaal 16 (2014: 17) zetels.

## Belangrijke personen in relatie tot Pappenheim
- Talrijke leden van de adellijke familie Pappenheim, zie Pappenheim (geslacht)
- Henrico Albicastro (pseudoniem van Johann Heinrich von Weissenburg; Bieswangen, gemeente Pappenheim , ca. 1660 - mogelijk Maastricht, 26 januari 1730), Duits-Nederlands componist van barokmuziek, en muziekleraar.